# Беренгар Иврејски
Беренгер Иврејски (900 – Бамберг, 6. јул 966) је био маркгроф Ивреје који је од 950. до 961. успјешно узурпирао титулу краља Италије. Потицао је из франачке племићке породице Анскарида. Био је син маркгрофа Адалберта I од Ивреје и Гизела од Фурланије, кћери краља Беренгара I из династије Унруоцхинга. По женској линији је био потомак франачког цара Луја Побожног.
На мјесту маркгрофа је свог оца наслиједио 923. послије његове смрти. Оженио се за Вилу, кћер босонидског маркгрофа Босоа од Тоскане, односно нећаку краља Ига од Италије. Хроничар Лијутпранд Кремонски управо њој приписује бројне злочине на Беренгаровом двору.
Године 940. је Беренгар уз подршку италијанских племића дигао устанак против свог ујака. Он испочетка није успио, али је Беренгар, добивши правовремено упозорење од стране Иговог сина Лотара II избјегао одмазду Игових трупа и побјегао у Њемачку код краља Отона I. Отон се испочетка није хтио петљати у сукоб на југу, те је Беренгар из Њемачке 945. са најамницима напао Италију, свргнуо Ига и на пријестоље номинално довео Лотара.
Лотар је пет година касније умро, а дио хисторичара тврди да га је отровао Беренгар, који се прогласио краљем. Настојећи легитимирати своју власт, настојао је Лотарову удовицу Аделаиду присилно удати за свог сина Адалберта. Када је Аделаиде то одбила, Беренгар ју је дао заточити у замак Гарда, гдје ју је Wилла стално злостављала. Аделаиде је, међутим, одатле успјела побјећи уз помоћ Адалберта Аттоа од Цаноссе те затражити помоћ од Отона. Њемачки краљ је 951. покренуо инвазију на Италију и присилио Беренгара да се склони у Сан Марино. У међувремену се Отон оженио за Аделаиде, примио заклетве вјерности италијанског племства и себе прогласио "краљем Ломбардије".
То је, на крају признао и сам Беренгар, коме је Отон заузврат прихватио титулу краља Италије, али га присилио да га призна као сизерена. Године 952. је Беренгар у том својству дошао на царску скупштину у Аугзбургу како би се поклонио Отону. Тада је пристао да Отон преузме Фурланску, а Отонов брат, баварски војвода Хајнрих I Веронску марку.
Међутим, већ 953. је Беренгар дигао устанак и опсјео Верону. Отону је наставио пркосити, а 960. је чак напао папска подручја под Јованом XII. Папа је позвао Отона у помоћ и он је разбио Беренгарову војску, те га у децембру 961. након освајања Павије, прогласио свргнутим. Године 963. је Иванов покушај да иза Отонових леђа преговара с Беренгаровим сином Адалбертом довео до Отоновог марша на Рим у коме је папа свргнут и именован нови папа Лав VIII. Беренгар је заробљен и одведен у Бамберг гдје је умро. Његова супруга је остатак живота провела у самостану.

## Породично стабло
|  |                         |  |  |  |  |  |  |  |  |  |  |  |  |  |  |  |
|  | 2. Адалберт I од Ивреје |  |  |  |  |  |  |  |  |  |  |  |  |  |  |  |
|  |                         |  |  |  |  |  |  |  |  |  |  |  |  |  |  |  |
|  |                         |  |  |  |  |  |  |  |  |  |  |  |  |  |  |  |
|  | 1. Беренгер Иврејски    |  |  |  |  |  |  |  |  |  |  |  |  |  |  |  |
|  |                         |  |  |  |  |  |  |  |  |  |  |  |  |  |  |  |
|  |                         |  |  |  |  |  |  |  |  |  |  |  |  |  |  |  |
|  | 3. Гизела од Фурланије  |  |  |  |  |  |  |  |  |  |  |  |  |  |  |  |
|  |                         |  |  |  |  |  |  |  |  |  |  |  |  |  |  |  |
|  |                         |  |  |  |  |  |  |  |  |  |  |  |  |  |  |  |